# Les Mufles
Pour plus de détails, voir Fiche technique et Distribution.
Les Mufles est un film français réalisé par Robert Péguy et sorti en 1929.

## Fiche technique
- Titre : Les Mufles
- Réalisation : Robert Péguy
- Scénario : d'après le roman d'Eugène Barbier[1]
- Photographie : Gaston Brun, Albert Duverger et Henri Stuckert
- Décors : Henri Bonnefoi
- Production : Nicaea Films Production
- Pays de production :  France
- Durée : 91 minutes
- Date de sortie : France - 12 juillet 1929

## Distribution
- Suzanne Bianchetti : Laure Jantet
- Pierre Stephen : Nicolas Jantet
- Édouard Hardoux : Ruffin
- Janine Liezer : la cousine
- Henri Houry : Durochet
- Edy Debray : Florent Pascal
- Armand Dutertre : Louis Jantet
- Lino Manzoni : le second fils
- Alice Desvergers : Mme Jantet
- Émile Matrat : le domestique
- Yvette Dubost : Valentine Jantet
- Clairval-Térof : la sœur de Mme Jantet